# Accusations d'ingérence russe dans l'élection présidentielle roumaine de 2024

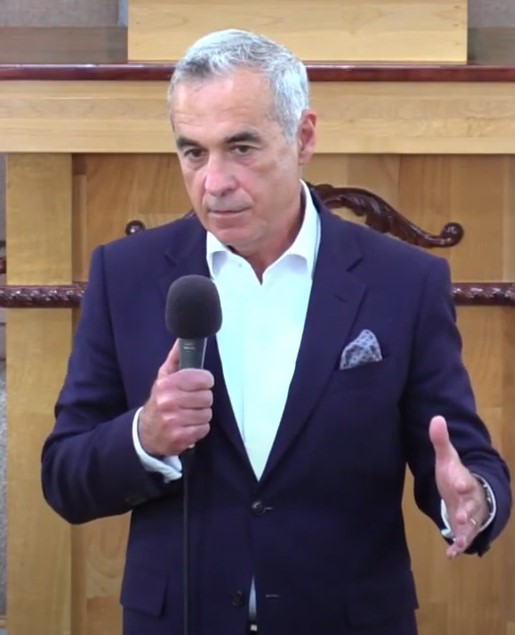
Călin Georgescu, vainqueur surprise du premier et unique tour de l'élection présidentielle roumaine de 2024, annulée ultérieurement. Il aurait reçu le soutien d'une campagne d'ingérence électorale russe.

L’élection présidentielle roumaine de 2024 a été entachée par des allégations d’ingérence russe, soulevant des inquiétudes quant à l’intégrité des élections et aux conséquences géopolitiques potentielles pour l'OTAN et l’Union européenne. Plusieurs rapports des autorités roumaines et internationales ont détaillé des efforts d’influence étrangère, visant notamment à soutenir le candidat d'extrême droite pro-russe Călin Georgescu par le biais du financement étranger illicite d’une campagne de communication sur TikTok.

## Contexte
Les élections roumaines se sont déroulées dans un environnement politiquement complexe qui inclut le mécontentement du public face à la corruption et aux problèmes économiques alimentant ainsi la montée des candidats nationalistes. Les élections ont coïncidé avec les efforts croissants de la Russie pour influencer le paysage politique d'Europe de l’Est, avec notamment les récentes opérations d’ingérence en Moldavie et en Géorgie. La Roumanie, membre clé de l’OTAN et de l’UE, est devenue une cible stratégique en raison de sa situation géographique critique près de la mer Noire et de son soutien à l'Ukraine pendant le conflit en cours avec la Russie.

## Allégations d’ingérence

### Influence cybernétique et financière
Le Conseil suprême de la défense nationale roumain (CSAT) a publié des rapports déclassifiés faisant état de cyberattaques menées par des « acteurs étatiques » étrangers afin d'influencer les élections. Il s’agit notamment de tentatives de piratage informatique des institutions roumaines, de la diffusion de désinformation et de l’amplification de la rhétorique nationaliste sur les réseaux sociaux. Les rapports ont également fait état d'un possible financement étranger de la campagne de Călin Georgescu[réf. nécessaire].

### Rôle des médias sociaux
TikTok a joué un rôle central dans la campagne de Georgescu, suscitant des inquiétudes quant à la vulnérabilité de la plateforme à la manipulation. Les autorités roumaines ont accusé TikTok d'avoir permis la prolifération de faux comptes et de contenus sponsorisés par des étrangers faisant la promotion de Georgescu. La Commission européenne a lancé une enquête en vertu du réglement sur les services numériques pour évaluer le rôle de TikTok dans la manipulation des élections. Les régulateurs roumains ont même envisagé de suspendre la plateforme pendant les élections, invoquant son incapacité présumée à lutter contre la désinformation et son impact sur la confiance du public[réf. nécessaire]. Selon Politico, une enquête ultérieure menée par l' Agence nationale d'administration fiscale a déterminé que le « Parti national libéral a payé pour une campagne sur TikTok qui a fini par favoriser ... Georgescu » et non la Russie comme cela avait été présenté précédemment à la Cour constitutionnelle,.

## Réactions internationales
Le Département d’État américain et l’UE ont exprimé de vives inquiétudes face à ces allégations. Les États-Unis ont souligné l’importance de la Roumanie en tant qu’allié de l’OTAN et son rôle dans le maintien des valeurs démocratiques dans la région. Les responsables du Département d'État ont demandé que des enquêtes approfondies soient menées sur les conclusions du rapport du CSAT, soulignant les risques posés par l'influence russe. Le président roumain Klaus Iohannis a convoqué des réunions sur la sécurité nationale pour répondre à ces menaces, qualifiant les actions des « acteurs étatiques et non étatiques » de risques importants pour les processus démocratiques du pays.
En décembre 2024, la Commission européenne a annoncé une enquête sur TikTok à la suite de ces allégations.

## Annulation
Le 2 décembre, la Cour constitutionnelle a décidé à l'unanimité de confirmer les résultats du premier tour et a maintenu l'organisation du second tour le 8 décembre entre Georgescu et Lasconi ; cependant, la Cour a finalement annulé les résultats des élections le 6 décembre après que le président Iohannis a autorisé la déclassification des informations au sein du Conseil suprême de la défense nationale. Le service roumain d'information a également déclaré que Georgescu avait déclaré avoir un « budget de campagne électorale de zéro lei », mais des enquêtes ultérieures ont révélé un don non déclaré allant jusqu'à 1 000 000 € provenant de tiers. Cela a incité le tribunal à annuler les résultats des élections.
L'annulation a été condamnée à la fois par Georgescu et Lasconi, Georgescu décrivant le verdict du tribunal comme un « coup d'État formalisé », et Lasconi le qualifiant d'« illégal [et] immoral » et affirmant qu'il « écrase l'essence même de la démocratie ». George Simion, quatrième, a également qualifié le verdict de « coup d'État en plein essor », mais a appelé à éviter les manifestations de rue. Marcel Ciolacu, troisième, a déclaré que l'annulation était « la seule décision correcte ». Le président sortant Klaus Iohannis a également déclaré que la décision du tribunal était légitime et devait être respectée. L'ingérence de l'État russe dans les élections a été largement rapportée, y compris des cyberattaques sponsorisées par l'État, et l'annulation a été décrite comme « une mesure extraordinaire » par le Washington Post,. L'annulation a également entraîné l'arrêt du vote anticipé dans 951 bureaux de vote étrangers pour la diaspora, qui avaient ouvert le 6 décembre, après qu'environ 50 000 Roumains eurent voté,.

## Lectures complémentaires
- (ro) Sebastian Pricop, « Financial Times scrie despre rețelele de știri finanțate de Rusia și folosite în favoarea lui Călin Georgescu », HotNews,‎ 24 décembre 2024 (lire en ligne)